# Hrvatsko narodno kazalište u Zagrebu
Hrvatsko narodno kazalište u Zagrebu (nekada: Narodno zemaljsko kazalište u Zagrebu)
Dana 14. listopada 1895. u Zagrebu svečano je otvorena kazališna zgrada za oko 750 gledatelja u kojoj danas djeluje Hrvatsko narodno kazalište. 
Neobarokna zgrada HNK je remek-djelo kasnog historizma austrijskog arhitekta Ferdinanda Fellnera i njemačkog arhitekta Hermanna Helmera.

## Povijest
Povijest zagrebačkih scenskih prostora započinje u srednjovjekovlju, kada su se od 11. st. kao i u zapadnoj Europi, liturgijske drame izvodile u katedrali (Uskrs, Bogojavljenje), a profane pokladne igre na javnim gradskim prostorima u nas od sredine 14. st. U 16. stoljeću izvode se predstave u kaptolskoj Katedralnoj školi. Tek isusovci od 1607. u svojoj gimnaziji kontinuirano igraju, na latinskom a kasnije i na hrvatskoj kajkavštini: do 1772. scenski izvode 400 djela, ekskluzivno ali i javno, na desetak gradskih lokacija. Nakon ukinuća isusovačkoga reda, daleko rjeđe od njih ali ipak kontinuirano, od 1791. pa do 1834. igraju se u kaptolskom sjemeništu kajkavski prijevodi i adaptacije komedija i igrokaza. U Zagreb krajem 18. stoljeća započinju dolaziti njemačke družine – igraju na Harmici (danas Trg bana Jelačića) i u gostionicama, a povremeno i u gornjogradskim plemićkim palačama. Prva zagrebačka javna dvorana nalazila se u preuređenoj blagovaonici samostana klarisa (danas Muzej grada Zagreba, Opatička 20). Općenito, krajem 18. stoljeća publika je kazališno osvještenija i sve zahtjevnija, znajući već kako su u europskim gradovima kazališne dvorane na daleko višoj razini od naših prostornih improvizacija.
Prva javna kazališna dvorana u Zagrebu smještena je u plemićkoj palači i ima obilježja javnoga kazališta (cedulje, ulaznice): tzv. Pejačević-Amadéovo kazalište (danas zgrada Hrvatskog prirodoslovnog muzeja, Demetrova 1) djeluje od 1797. do 1834., a nazvano je tako po posljednjem vlasniku palače (nakon obitelji Kulmer-Pejačević), grofu Antunu Amadéu de Várkonyju, velikom županu zagrebačkom. Amadéovo kazalište vlasnik iznajmljuje isključivo njemačkim družinama, ali 1832. i 1833. njemački glumci izvode i nekoliko predstava na kajkavskom.
U kontekstu sveopćega procvata europskoga kazališnog života i u Zagrebu se gradi prvo profesionalno kazalište. Godine 1833. zagrebački veletrgovac i posjednik Kristofor Stanković dobio je glavni zgoditak bečke lutrije u iznosu od 30 000 dukata i kao privatnu investiciju odlučio podići kazališnu zgradu. Gradski magistrat darovao mu je zemljište na uglu Markova trga i Freudenreichove ulice i u ljeto iste godine započinje gradnja kazališta koje će sve do 1851. biti u privatnom vlasništvu. Arhitekti talijanskoga podrijetla, otac i sin Christofor i Anton Cragnolini, koji su stigli iz Ljubljane, projektiraju zgradu u neoklasicističkom slogu. Otvorena je 4. listopada 1834. i u njoj isključivo nastupaju njemačke družine, sve do 10. lipnja 1840. kad „junačkom igrom“ Ivana Kukuljevića Sakcinskog „Juran i Sofija ili Turci kod Siska" u izvedbi novosadskog Domorodnog teatralnog društva svoju djelatnost započinje Hrvatsko narodno kazalište u Zagrebu. U sklopu tzv. Stankovićeva (staroga, gornjogradskoga) kazališta nalazila se i dvorana za plesove, u kojoj je 1848. zasjedao Hrvatski sabor. Za ondašnji Zagreb gornjogradski teatar imao je veliko gledalište (više od 750 mjesta), ali tehnički je bio nedostatno opremljen; svakako, bio je središtem kazališnoga i općenito kulturnog života grada, a kad je 1895. otvorena nova zgrada, iz neshvatljivih je razloga pretvoren u administrativni prostor pa je danas ondje dvorana za sjednice Gradske skupštine.
Razvoj europskih gradova u drugoj polovici 19. stoljeća i nove urbanističke osnovice u kojima kazališta imaju posebno važno mjesto jedan su od pokazatelja snage liberalnoga građanstva: od kraja 19. stoljeća pa do početka Prvoga svjetskog rata u Europi je izgrađeno oko 1500 kazališnih zgrada. U Hrvatskoj su nove kazališne zgrade podignute u Zadru (1865.), Dubrovniku (1865.), Osijeku (1866.), Šibeniku (1870.), Varaždinu (1873.), Rijeci (1885.), Karlovcu (1892.) i u Splitu (1893.), pa ni glavni grad nije mogao zaostajati. U sve ubrzanijem razvitku kazališta uopće, i u Zagrebu su umjetnički i tehnički zahtjevi – posebice nakon osnivanja Opere 1870. – daleko nadilazili mogućnosti gornjogradske pozornice.
Zamisao o podizanju opremljenije zgrade javlja se već 1871., ali nije se ništa poduzimalo, sve do potresa 1880. koji je znatno oštetio gornjogradsko kazalište, pokrenuvši tako pitanje novoga. Kazališni odbor na čelu s hrvatskim književnikom i saborskim zastupnikom Marijanom Derenčinom imenovan u travnju 1880. započinje akciju za skupljanje novčanih sredstava, podnosi Vladi iscrpnu predstavku o potrebi izgradnje nove zgrade i od arhitekata specijaliziranih za gradnju kazališta Helmera i Fellnera naručuje nacrte. U lipnju 1881. Hrvatski sabor donosi Zakon o građenju novoga Zemaljskog kazališta u Zagrebu, što ga 31. listopada potvrđuje i car Franjo Josip I. No Derenčinovim odlaskom iz kazališta svi napori za novu zgradu nacionalnoga kazališta jenjavaju. Od 1883. kao novi hrvatski ban, Karlo grof Khuen-Héderváry obnavlja 1885. rasprave o lokaciji, a tek Isidor Kršnjavi kao novi predstojnik za bogoštovlje i nastavu 1893. uspijeva ga privoljeti na konačnu odluku o izgradnji jer se za jesen 1895. planirao carev posjet Zagrebu. Gradsku raspravu o lokaciji prekida sam Khuen-Héderváry odlukom da se buduće kazalište gradi na mjestu gradskoga sajmišta: usprkos tadašnjim otporima da je riječ o periferiji, iz razvojne vizije grada ta se odluka pokazala dobrom. Novo kazalište (danas na Trgu Republike Hrvatske) okruženo je brojnim zgradama visoke spomeničke vrijednosti s kraja 19. i početka 20. stoljeća.
U jesen 1893. arhitektonska tvrtka Helmer i Fellner iz Beča poslala je novi projekt, a 5. siječnja sklopljen je ugovor o izgradnji nove kazališne zgrade. Moralo se započeti u proljeće 1894. i dovršiti 1. listopada 1895. U međuvremenu ban je imenovao Stjepana Miletića (1868. – 1908.) intendantom Hrvatskoga narodnog kazališta, koji će nastupiti na dužnost početkom sezone 1894./1895. Prva Miletićeva intendantska sezona u kojoj je već počeo provoditi reforme bila je ujedno i posljednja sezona u gornjogradskom starom teatru, gdje je napokon uspio uvesti i struju, u gledalište i na pozornicu.
U travnju 1894. raspisani su natječaji za izvedbene radove i poslove su dobile zagrebačke tvrtke i obrtnici, osim onih usko specijaliziranih, a 22. svibnja 1894. više od dvjesto radnika započelo je gradnju. Za četiri mjeseca zgrada je bila pod krovom i započeli su unutarnji radovi. Vlada je prihvatila Miletićev prijedlog da svečani zastor za novo kazalište izradi Vlaho Bukovac – Preporod hrvatske književnosti i umjetnosti, danas poznat pod imenom Hrvatski preporod.
Slikarske radove na stropu gledališta izveo je bečki slikar i dekorater Alexander Demetrius Goltz. Na stropu foajea na prvom katu autor je slika Ivan Tišov (aplicirane 1911. godine). Nije poznat autor četiriju poprsja – na pročelju (Ivan Gundulić i Junije Palmotić), istočnoj (Dimitrija Demeter) i zapadnoj (Vatroslav Lisinski) strani zgrade. Izgradnja je napredovala prema planu i nakon šesnaest mjeseci 8. listopada 1895. izdana je uporabna dozvola.
Novo kazalište svečano je otvoreno 14. listopada 1895., kad je u dva sata poslijepodne car Franjo Josip I. na stupiću balkona, a pred brojnim građanima iz Zagreba i svih hrvatskih krajeva, simbolično izveo zadnji udarac srebrnim čekićem što ga je za tu prigodu izradio kipar Robert Frangeš Mihanović. Prva svečana predstava, također u nazočnosti cara i brojnih uzvanika, u novoj je zgradi održana navečer u sedam sati – Slava umjetnosti, alegorijski „scenski prolog u tri slike“ Stjepana Miletića uz glazbu Ivana pl. Zajca, u kojem su nastupali prvaci Drame i Baleta, te osma slika Zajčeve opere Nikola Šubić Zrinjski.
U sto petnaest godina svoga postojanja, zgrada Hrvatskoga narodnog kazališta u Zagrebu imala je dvije obnove: između 18. svibnja i 14. listopada 1937. kada su rekonstruirani samo tehnički uređaji, i do danas jedinu sveobuhvatnu građevinsku obnovu i rekonstrukciju od 1. veljače 1967. do svečanoga otvorenja 27. studenoga 1969. godine. Obnovljeno je i zapadno krilo zgrade Kola, koje je za potrebe kazališta podignuto tijekom njegove gradnje, a koje se podzemnim hodnikom ispod Hebrangove ulice tada povezalo sa zgradom Hrvatskoga narodnog kazališta.
Na ulazu u zgradu, nalazi se glasoviti Zdenac života, rad hrvatskog kipara Ivana Meštrovića iz 1905. godine, a postavljena je 1912. godine. 
Mnogi od ponajboljih hrvatskih umjetnika radili su u HNK-u. Ivan Zajc bio je prvi dirigent kazališta. Jakov Gotovac bio je dirigent opere kazališta od 1923. od 1958. Poznati hrvatski redatelj Branko Gavella ovdje je počeo svoju briljantnu karijeru, kao i prva hrvatska primabalerina Mia Čorak Slavenska. 
Ravnatelj Opere od 1988. do 1992. bio je Janko Kichl.
Programski se HNK Zagreb sastoji od tri umjetničke grane: drame, opere i baleta.
Gostovali su brojni međunarodni umjetnici kao što su: Franz Liszt, Sarah Bernhardt, Franz Lehar, Richard Strauss, Gérard Philipe, Vivien Leigh, Laurence Olivier, Jean-Louis Barrault, Peter Brook, Mario del Monaco, José Carreras i dr.

## Glumci
Nacionalni prvaci: Goran Grgić, Alma Prica, Nina Violić, Ksenija Marinković
Prvaci drame: Livio Badurina, Ivana Boban, Jadranka Đokić, Franjo Kuhar, Olga Pakalović, Milan Pleština, Dušan Bućan, Lana Barić, Ana Begić Tahiri, Zrinka Cvitešić, Luka Dragić, Iva Mihalić, Daria Lorenci Flatz, Bojan Navojec, Vlasta Ramljak, Krešimir Mikić, Igor Kovač, Živko Anočić
Glumice i glumci: Ivan Jončić, Nikša Kušelj, Dora Lipovčan, Damir Markovina, Vanja Matujec, Kristijan Potočki, Alen Šalinović, Barbara Vicković, Mirta Zečević, Mislav Čavajda, Jelena Otašević Babić, Silvio Vovk, Luca Anić, Filip Vidović, Ivan Colarić, Iva Jerković Oreški, Marin Klišmanić, Tesa Litvan
Stalni vanjski suradnici: Marin Stević

## Galerija
- Papa Benedikt XVI. napušta zgradu HNK
- Maketa od lego kockica
- Svečani zastor, rad Vlahe Bukovca
- Pogled iz zraka
- Maketa HNK u Muzeju grada Zagreba
- HNK i zagrebačka gradska ura
- Detalj sa zgrade HNK
- Zdenac života
- HNK tijekom Festivala svjetla 2023. godine

## Zanimljivosti
- 1941. je u večernjoj predstavi bila izvedena partija živoga šaha prema partiji koju je 1915. odigrao kasniji svjetski prvak Aleksandr Aljehin.[6]

## Vanjske poveznice

### Sestrinski projekti
|  | Zajednički poslužitelj ima još gradiva o temi Hrvatsko narodno kazalište u Zagrebu |

### Mrežna sjedišta
- Službene stranice Hrvatskog narodnog kazališta u Zagrebu